# Lapče Kang III
Lapče Kang III (také Lapche Kang III nebo Labuche Kang III) je hora vysoká 7 250 m n. m. nacházející se v pohoří Himálaj v Tibetské autonomní oblasti Čínské lidové republiky. Vrchol Lapče Kang I (7 367 m) leží 3,27 km směrem na západ. Lapče Kang III má ještě vedlejší vrchol Lapče Kang III West. Je vysoký 7 020 m a nachází se 1 km severozápadně od vrcholu Lapče Kang III.

## Prvovýstup
Lapče Kang III je jednou z nejvyšších hor, na které nebyl proveden výstup.